# Кордон між Ліхтенштейном і Швейцарією
Кордон між Ліхтенштейном і Швейцарією — міждержавний кордон між Князівством Ліхтенштейн і Швейцарською Конфедерацією протяжністю 41,2 км . Нинішній кордон встановлено з 15 серпня 1949 року, коли відбувся обмін земель, під час якого Ліхтенштейн поступився Швейцарії невеликою ділянкою землі зі стратегічним пагорбом Елгорн, який швейцарці хотіли використовувати у військових цілях .

## Опис
Кордон починається на трипойнті з Австрією на горі Наафкопф і проходить на захід уздовж хребтів найвищих вершин Ліхтенштейну : Граушпіц, Фалькніс і Фалкнісгорн. Потім він повертає на північний захід до вершини Мітлершпіц, де знову прямує на захід. Далі кордон спускається в долину, де її перетинає внутрішній канал (Ліхтенштейнський канал Бінненканал). Потім кордон огинає пагорб Елгорн з північного боку і досягає Рейну. Далі кордон проходить посередині русла річки і досягає трипункту з Австрією біля Зеннвальда та Руґґеля.

## Прикордонні переходи

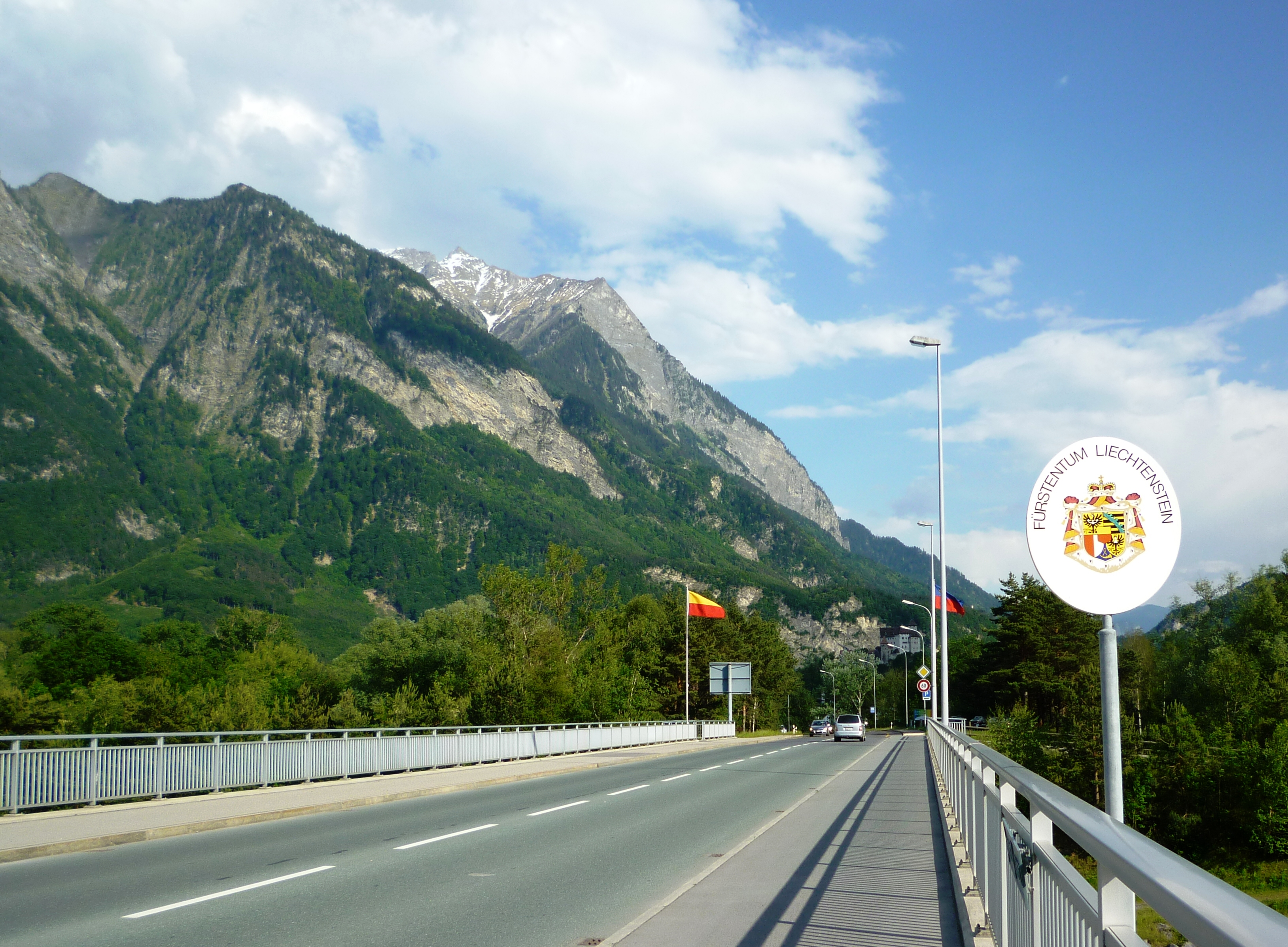
Міст через Рейн між Бальцерсом і Трюббахом

Вільний проїзд через кордон Ліхтенштейну та Швейцарії можливий з 1923 року, коли було укладено Митний союз. Митний контроль на кордоні повернувся у 2008 році, коли Швейцарія приєдналася до Шенгенської зони, однак через 3 роки, у 2011 році, Ліхтенштейн також став членом Шенгенської зони, і контроль знову було скасовано.
Рух автомобілів через кордон можливий у шести місцях:
- Міст через Рейн: Руґґель (Ліхтенштейн) — Зеннвальд (Швейцарія)
- Міст через Рейн: Бендерн, Гампрін (Ліхтенштейн) — Гааг (Швейцарія)
- Міст через Рейн: Шаан (Ліхтенштейн) — Бухс (Швейцарія)
- Міст через Рейн: Вадуц (Ліхтенштейн) — Севелен (Швейцарія)
- Міст через Рейн: Бальцерс (Ліхтенштейн) — Трюббах (Швейцарія)
- Бальцерс (Ліхтенштейн) – Флеш / Маєнфельд (Швейцарія)

Крім того, через кордон проходить залізнична колія, що сполучає австрійський Фельдкірх зі швейцарським Бухсом.